# Valdés (Asturies)
Pour les articles homonymes, voir Valdés.
Valdés est une commune (concejo) située dans la communauté autonome des Asturies en Espagne. Elle est bordée au nord par la mer Cantabrique, à l'est par les communes de Cudillero et de Salas, à l'ouest par Navia et de Villayón et au sud par Tineo et Salas. Sa population est de 10 958 habitants (INE 2023).

## Géographie
Valdés fait partie de la morphologie structurelle des Asturies occidentales, c'est-à-dire qu'elle est constitué de grandes unités montagneuses et de vallées qui s'étendent principalement dans le sens nord-sud. On peut donc distinguer trois unités géomorphologiques clairement différenciées. La zone côtière, la zone montagneuse et les vallées intérieures.
La zone côtière présente un mélange de falaises, d'estuaires, de dunes et de plages, avec le cap Busto à 60 mètres d'altitude, ainsi que les plages d'Otur, de Barayo, de Touran, de Tablizo, de Cadavedo, de La Cueva et les trois de la ville de Luarca.
La zone montagneuse appartient entièrement à la période du Paléozoïque inférieur, avec des formations clastiques siliciques affectées par l'orogenèse varisque. Les hauteurs les plus importantes de Valdés sont situées au sud, à la frontière avec la commune de Tineo, et les chaînes de montagnes Adrado, Silvallana, Estoupo et Buseco en sont les éléments les plus importants, aucune d'entre elles n'atteignant une altitude supérieure à 1 100 mètres.
Enfin, les vallées intérieures, principalement orientées nord-sud, sont peu larges et la plupart d'entre elles sont encaissées, à l'exception des prairies situées dans les mestas des cours moyens des rivières.
La capitale, Luarca, ne se trouve qu'à un mètre au-dessus du niveau de la mer.

### Paroisses
La commune de Valdés se compose de 15 paroisses civiles :
- Alienes
- Arcallana
- Ayones
- Barcia
- Cadavedo
- Canero
- Carcedo
- Castañeo
- La Montaña
- Luarca
- Muñás
- Otur
- Paredes
- Santiago
- Trevías

## Histoire
La région de Valdés, avec ses divers vestiges archéologiques tels que le dolmen de Paredes et le menhir d'Ovienes, était déjà habitée depuis le Paléolithique par des peuples ibériques jusqu'à la domination romaine.
Le consejo de Valdés a obtenu le droit de cité juridique avec la concession de la carta puebla (charte) par le roi Alphonse X le Sage en 1270. Les habitants de Luarca se consacraient alors principalement à la pêche à la baleine, une activité pratiquée jusqu'au XVIIIe siècle, lorsque la présence du cétacé a commencé à diminuer. La pêche locale s'est toutefois poursuivie, ainsi que la pêche au saumon et à la truite dans les rivières.
Durant la guerre d'indépendance espagnole, Luarca était la capitale des Asturies et des installations militaires y ont été disposées. Elle n'a pas eu d'autres occasions de se faire connaître et a suivi la fortune des Asturies et de l'Espagne jusqu'à aujourd'hui, où elle se présente comme une station balnéaire et un port de pêche renommés et bien équipés.

## Sites et monuments
L'église paroissiale de Santa Eulalia, située près du port, fait partie de l'architecture religieuse. Elle est construite sur le site d'une ancienne église qui avait été donnée par Fruela II à l'archidiocèse d'Oviedo. L'ermitage de la Vierge de la Blanca ou de la Atalaya, reconstruit en 1961, domine l'ensemble de la capitale. Il conserve un exemple de Vierge à l'Enfant datant du XIVe siècle. Dans le village de Trevías se trouve l'église de San Miguel, initialement consacrée en l'an 1000.
Les autres édifices religieux importants de la commune sont les suivants : l'église paroissiale de San Sebastián de Barcia, datant du XIIIe siècle, Nuestra Señora, à Méras, de la fin du XVIIe siècle. San Pedro, à Cadavedo, San Juan, à Muñas de Arriba, et l'église de San Miguel à Canero, achevée en 1800 et dotée d'éléments décoratifs baroques. Le seul édifice religieux non chrétien du nord de l'Espagne est le cimetière maure de Barcia, construit pendant la guerre civile et aujourd'hui abandonné.
Concernant l'architecture civile et populaire, au centre de la ville, il y a le palais et la chapelle du marquis de Ferrera, achevés au XIVe siècle, tout en conservant quelques éléments originaux des XIVe et XVe siècles. Il s'agit de l'édifice noble le plus important. Sa partie sud est l'actuelle maison de la culture, qui abrite le musée Jesús Villa Pastur et une salle de classe consacrée au Paléolithique.
Un autre bon exemple de bâtiment seigneurial est la maison-palais Gamoneda, datant du XVIIIe siècle. À Villademoros se trouve la tour du même nom, construite au Moyen Âge, et qui jouxte également un palais rural devenu un hôtel.
L'hôtel de ville de Luarca, construit au début du XXe siècle, présente un bel exemple d'éclectisme français, comme le toit mansardé et les lucarnes. Un autre exemple de construction civile est la fontaine de Bruxu, construite en 1764, qui comporte deux bassins et un fronton contenant une sculpture dite Croix des Anges.
Enfin, Valdés possède également des exemples de propriétés d'indianos, comme la villa Excélsior à Luarca.

## Galerie

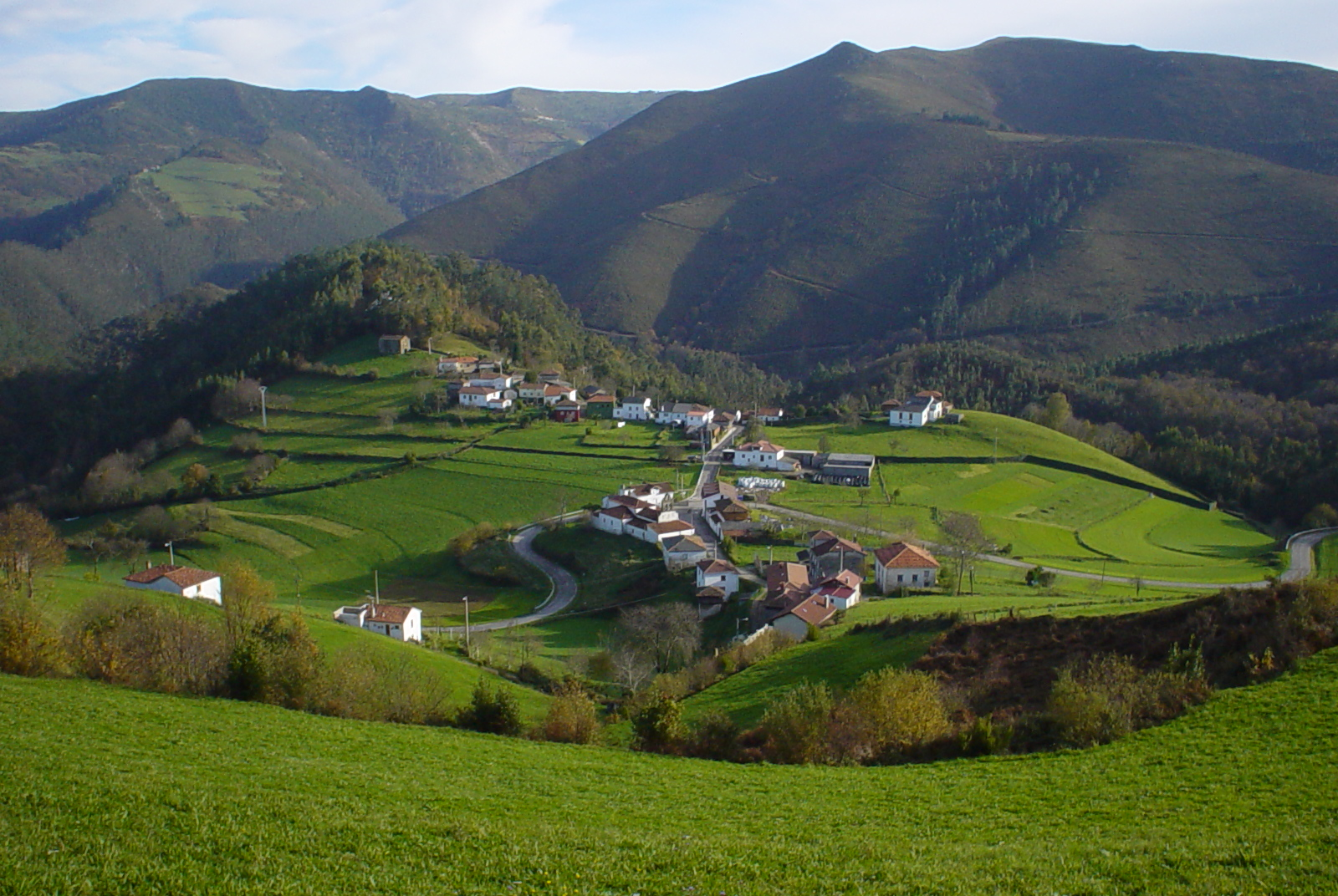
Arcallana.
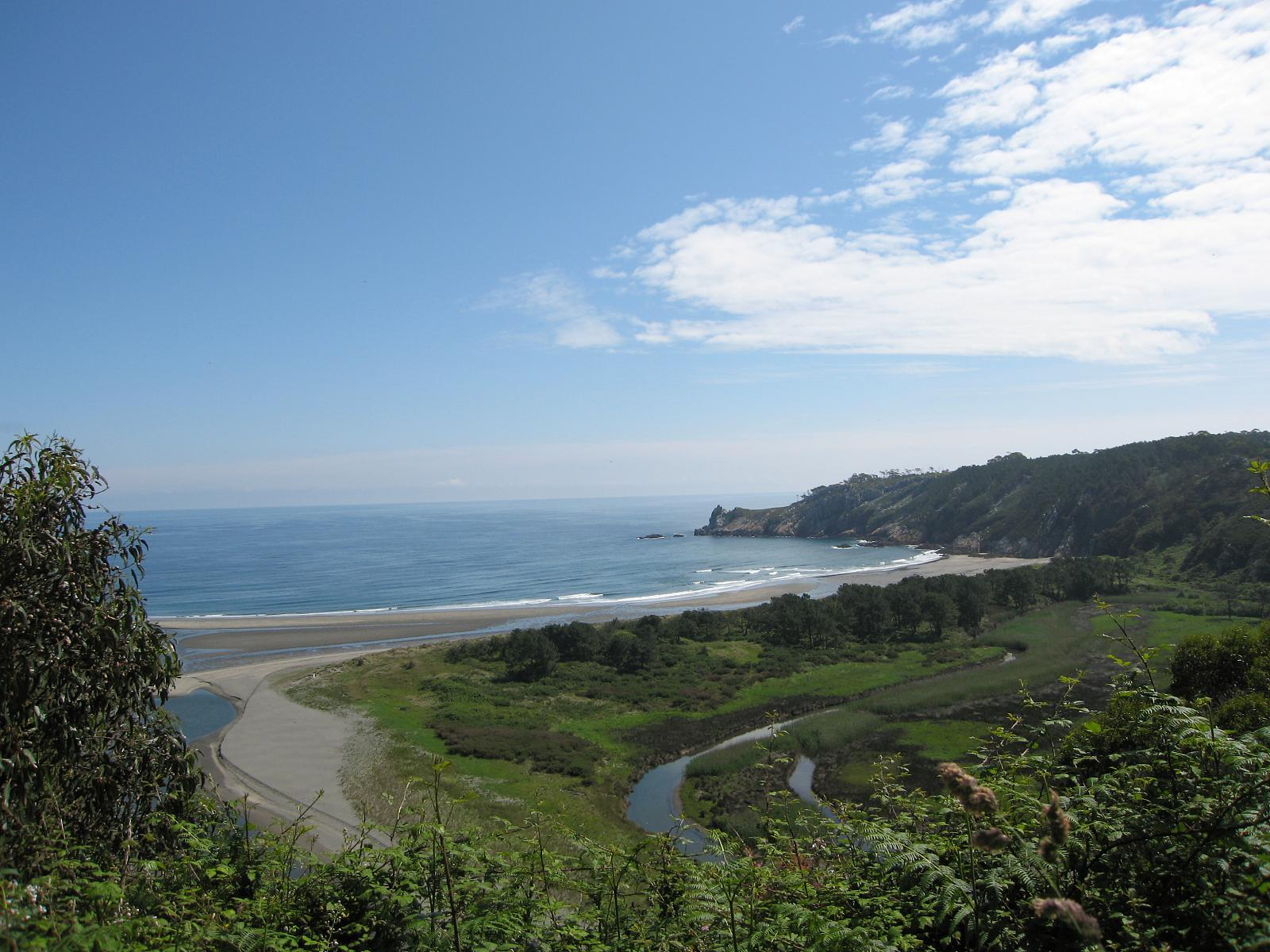
La plage et la rivière de Barayo partagées entre les communes de Valdés et Navia.
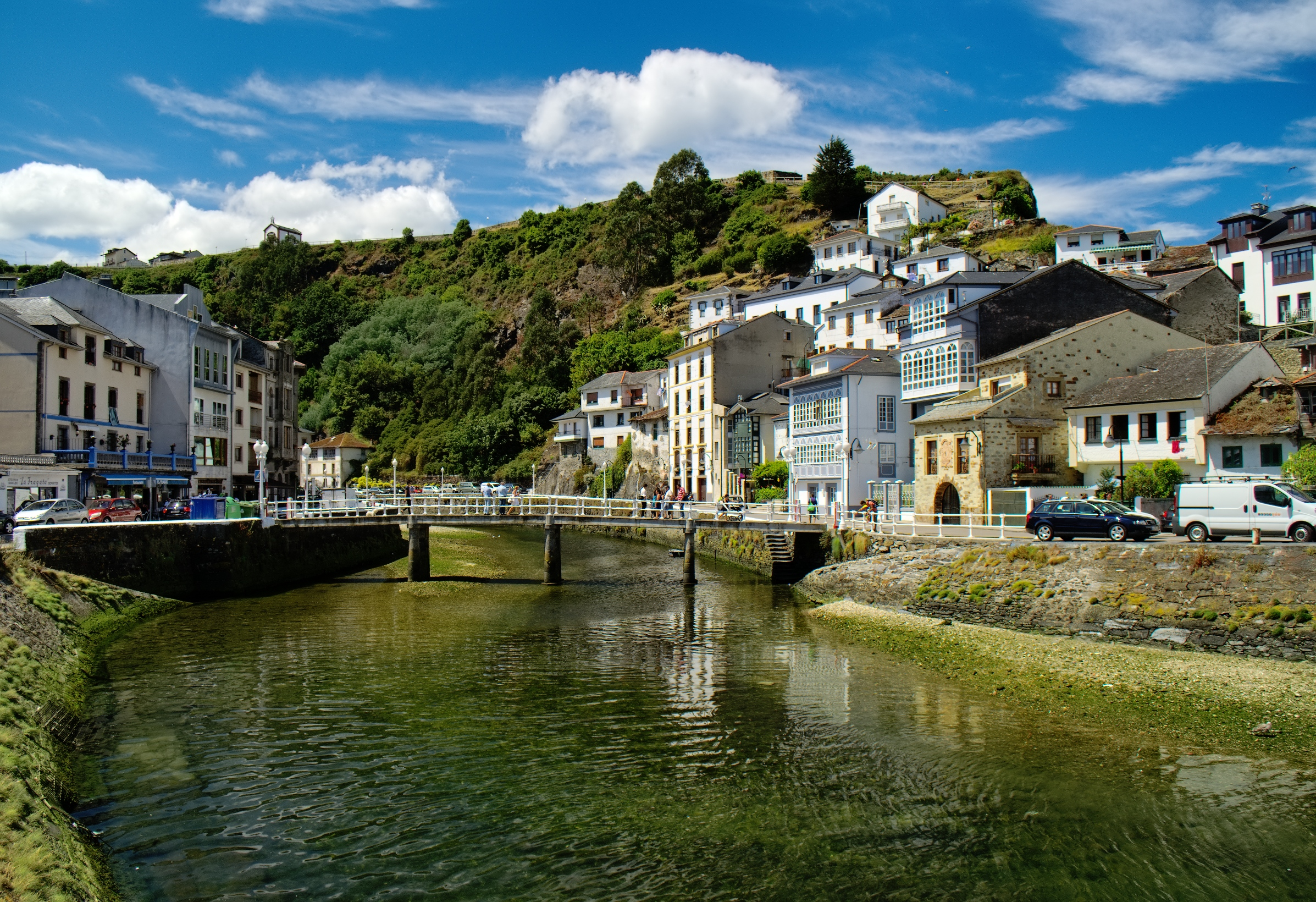
La rivière Negro à Luarca.
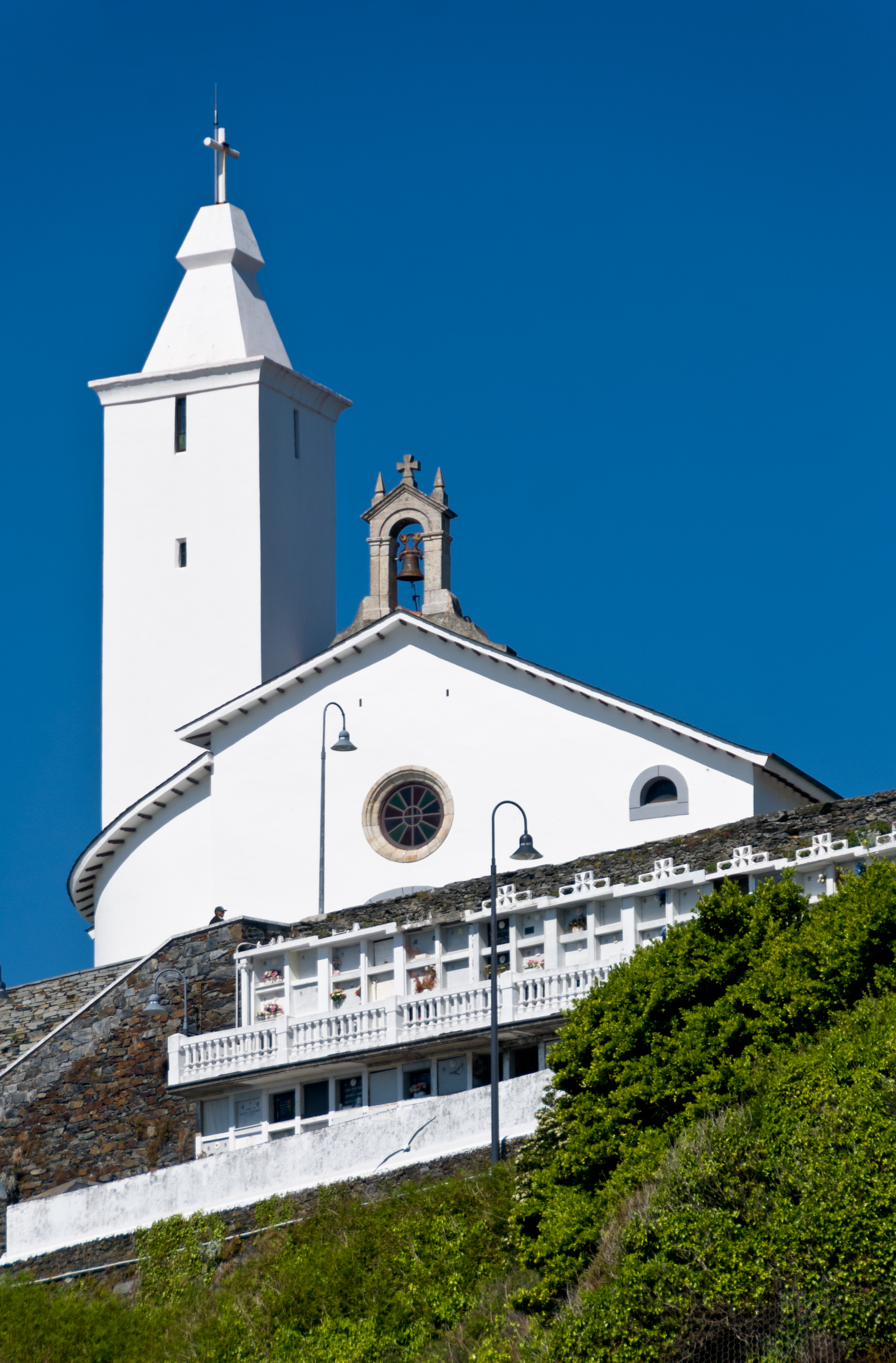
L'ermitage de la Vierge de la Blanca, à côté du phare de Luarca.
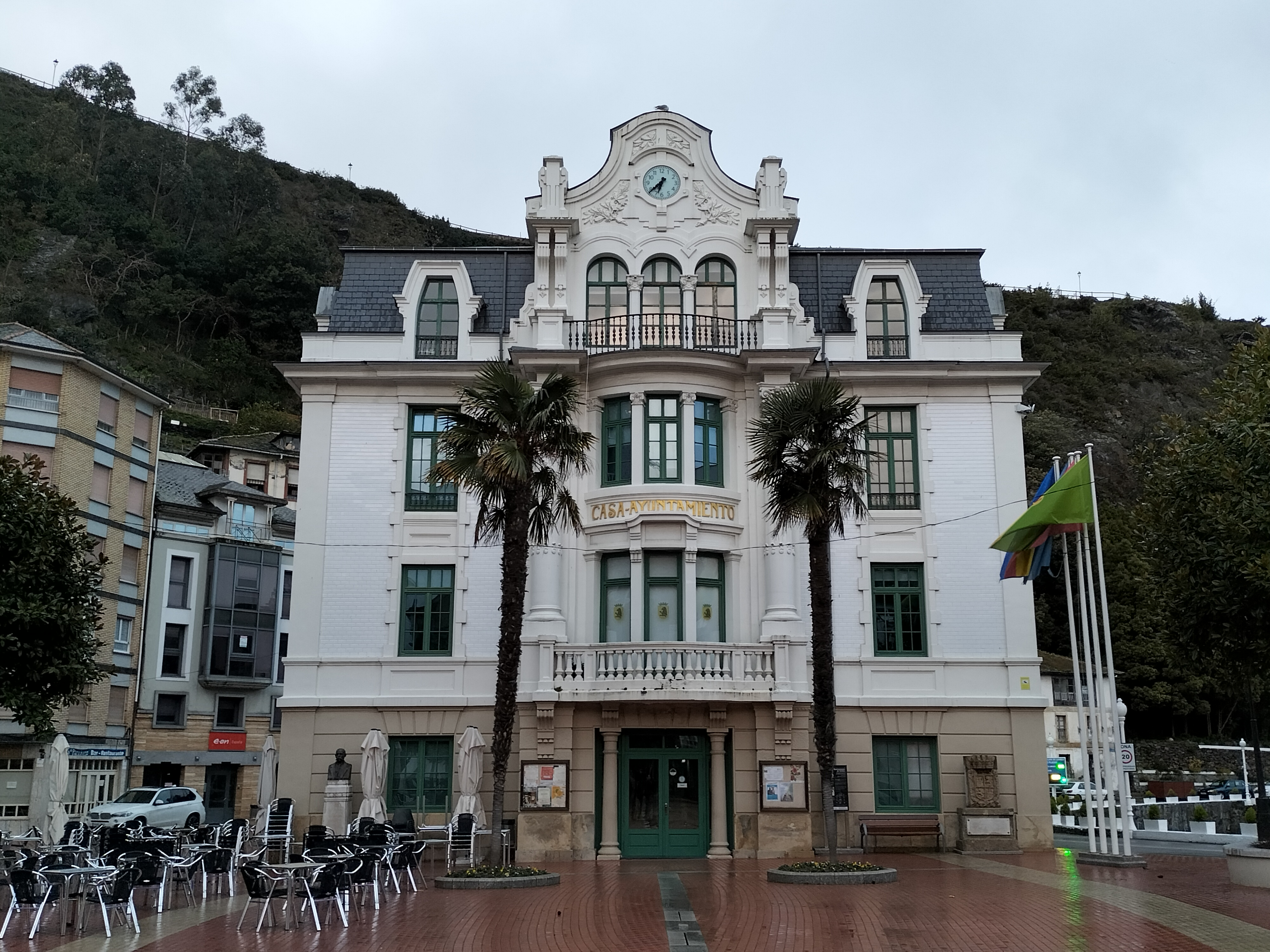
La mairie de Valdés.
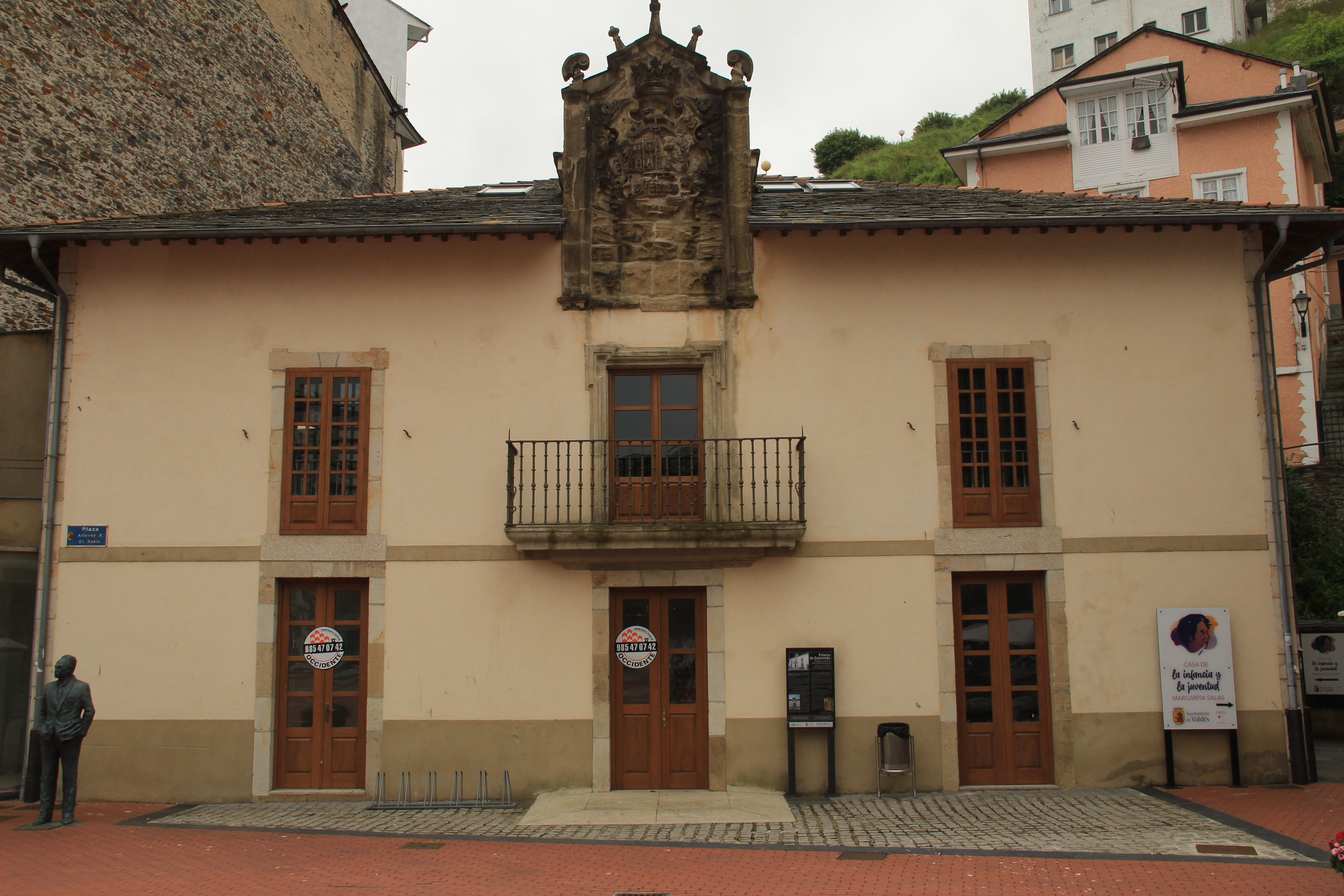
Le palais des marquis de Gamoneda, Luarca.
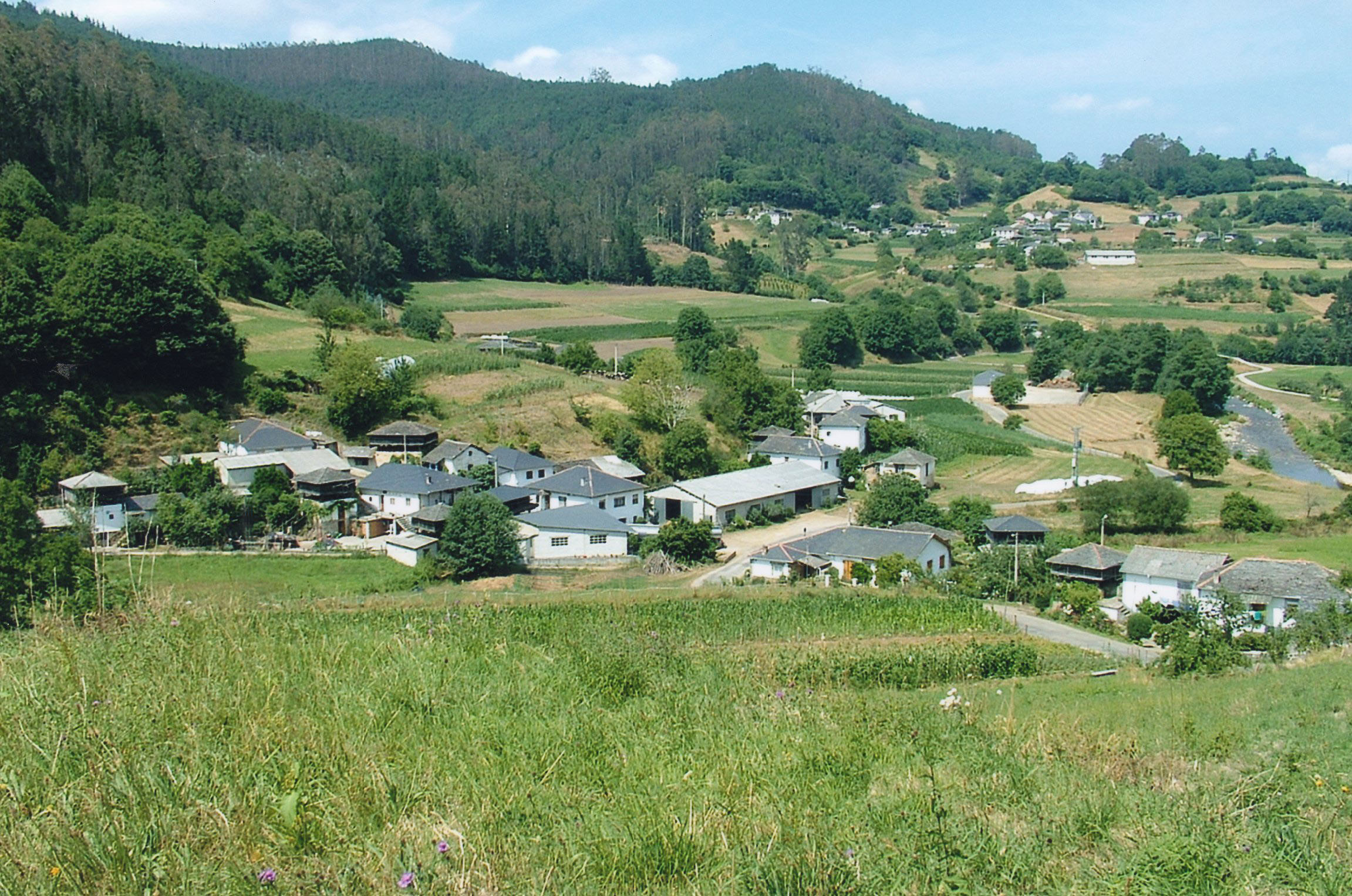
La vallée de Paredes.
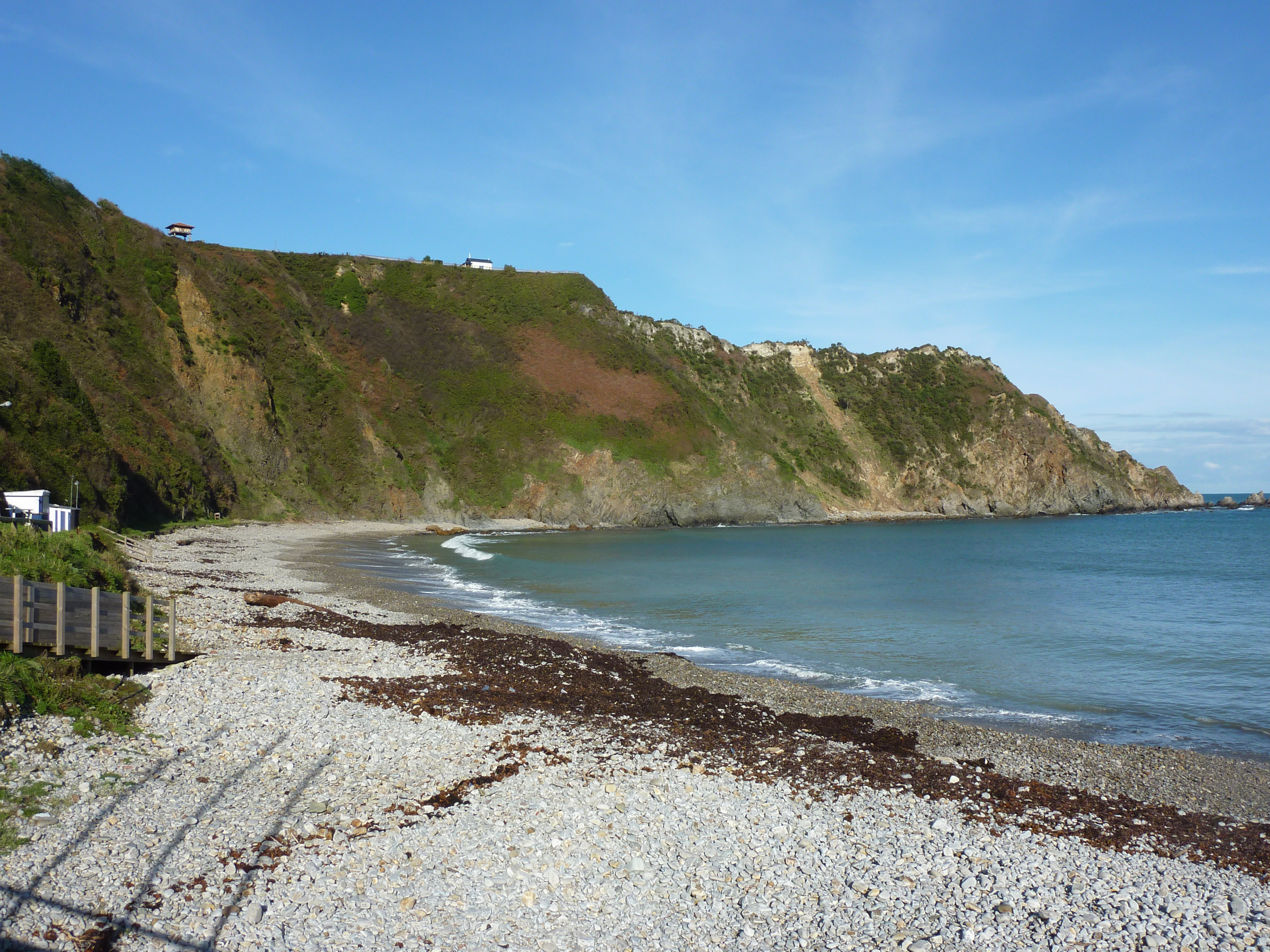
La plage de Cadavedo.
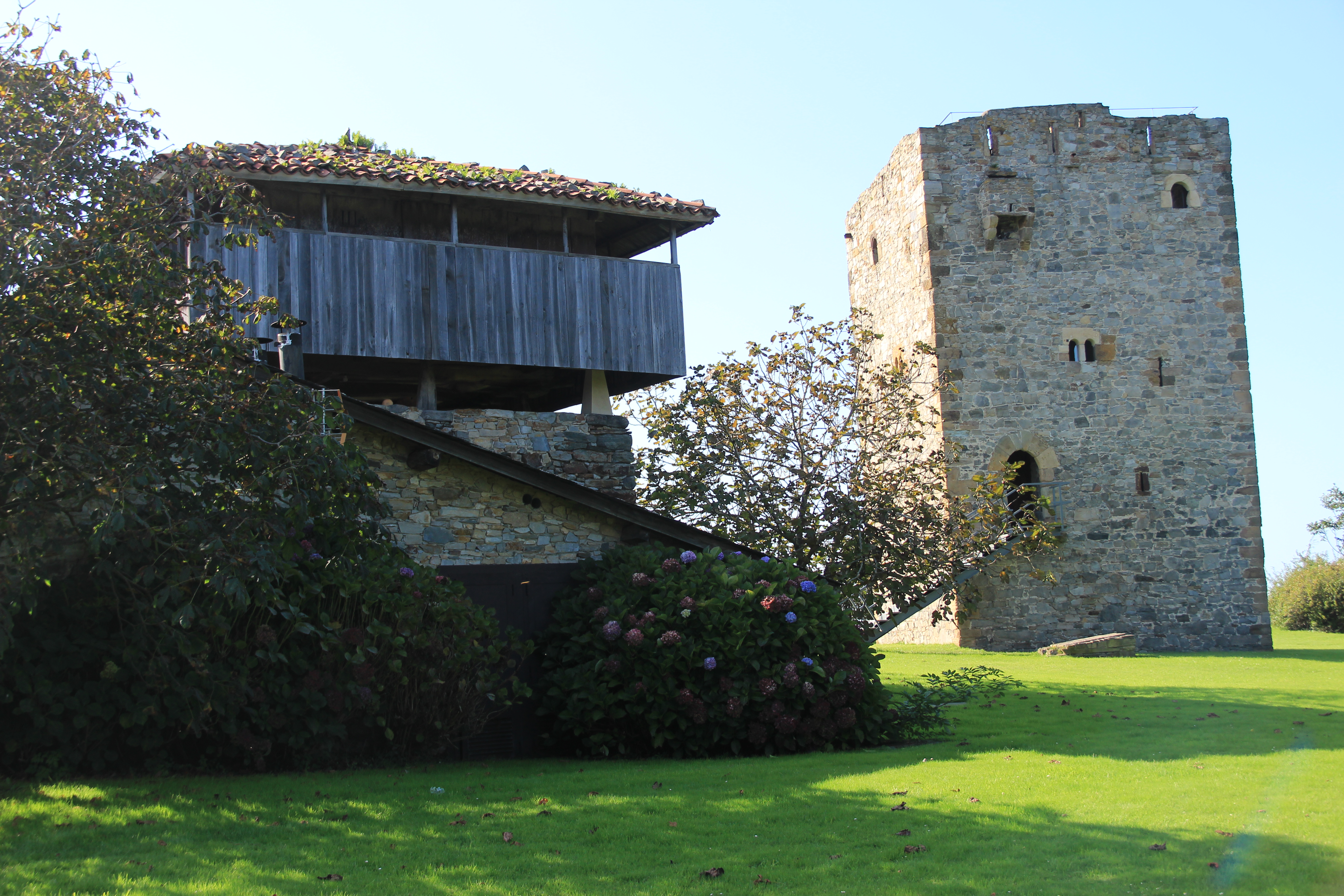
La tour (XIIIe siècle) et une partie du palais rural (XVIIIe siècle) de Villademoros.
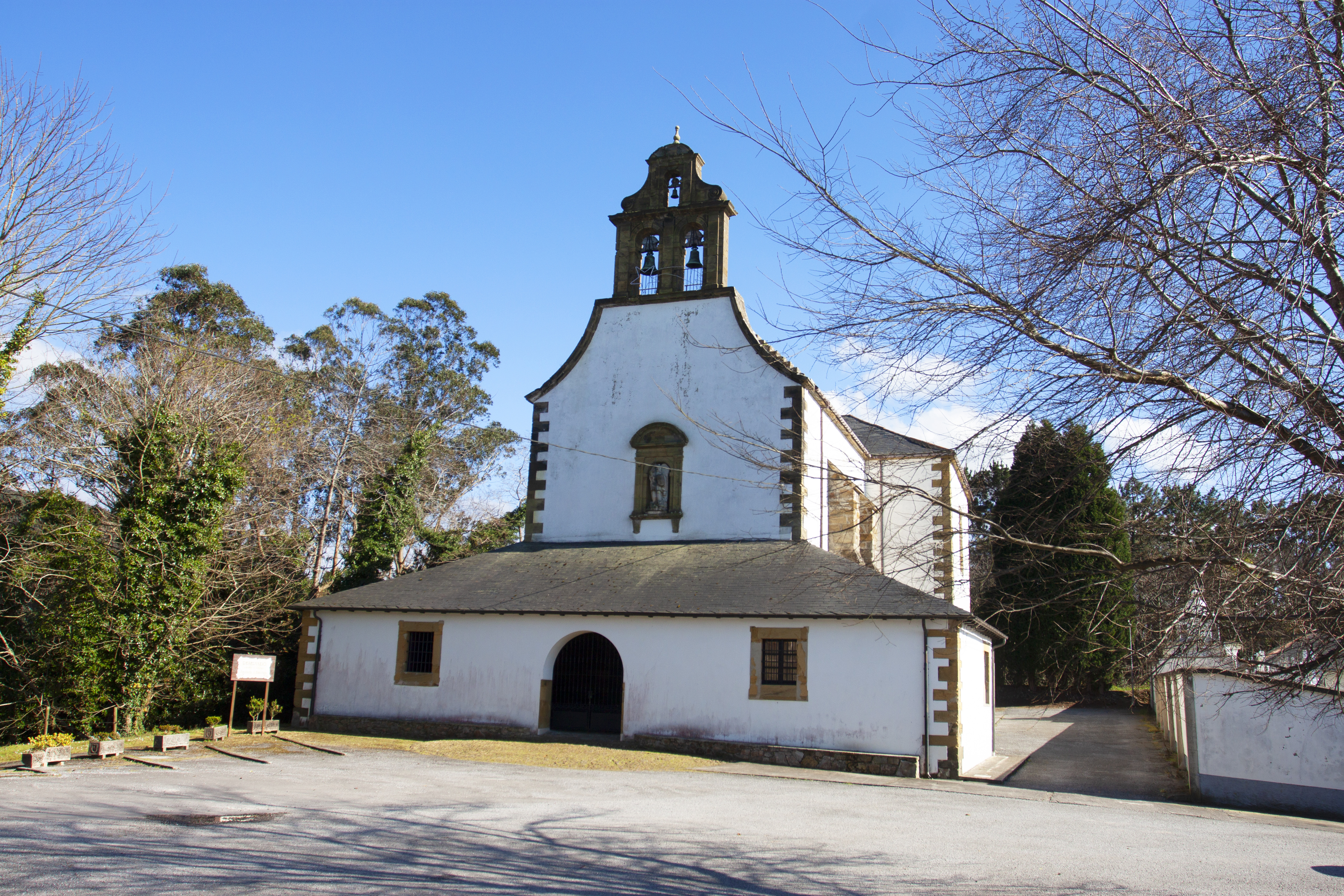
L'église Saint-Michel (de San Miguel) de Canero.
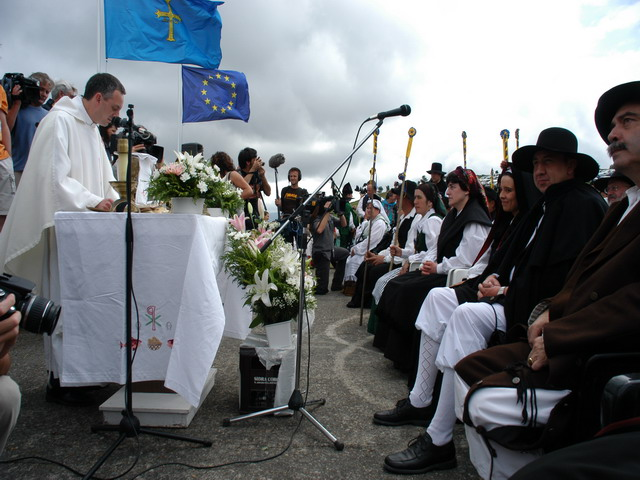
Mariage de Vaqueiros d’Alzada à Aristébano, groupe culturel asturien pratiquant l'élevage par transhumance.
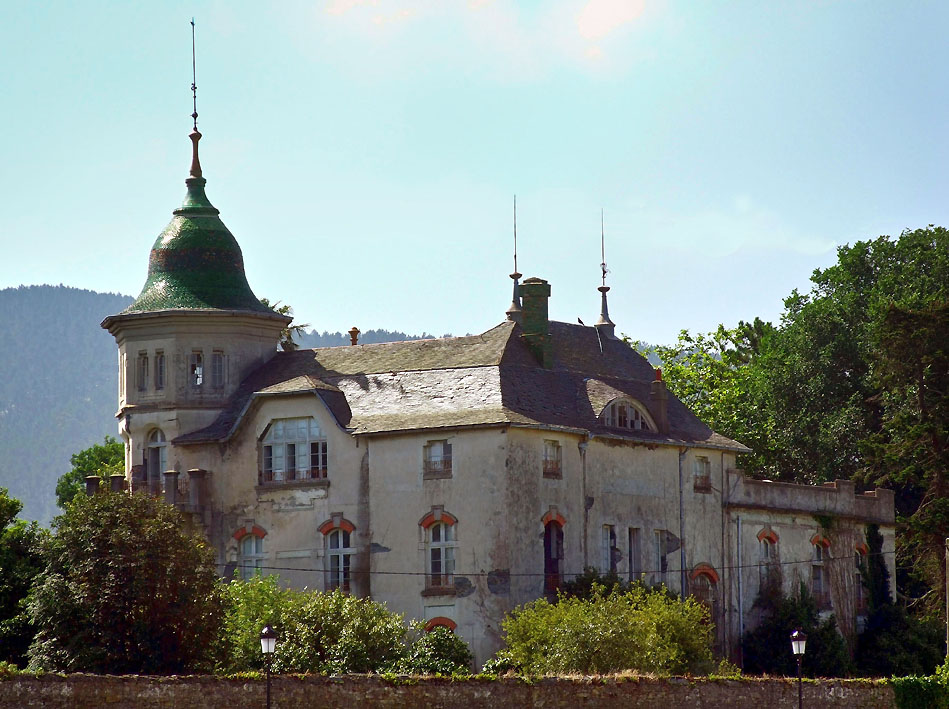
La villa Excélsior d'indiano, Almuña, près de Luarca.